# Liste der Einträge im National Register of Historic Places im Uvalde County
Die Liste der Registered Historic Places im Uvalde County führt alle Bauwerke und historischen Stätten im texanischen Uvalde County auf, die in das National Register of Historic Places aufgenommen wurden.

## Aktuelle Einträge
| Lfd. Nr. | Name                                       | Bild | Datum der Eintragung | Adresse/Lage                              | Ort    | ID       | Beschreibung |
| -------- | ------------------------------------------ | ---- | -------------------- | ----------------------------------------- | ------ | -------- | ------------ |
| 1        | Fort Inge Archeological Site               |      | 12. Sep. 1985        | Address Restricted                        | Uvalde | 85002298 |              |
| 2        | Grand Opera House                          |      | 22. Mai 1978         | E. North and N. Getty Sts.                | Uvalde | 78002996 |              |
| 3        | John Nance Garner House                    |      | 8. Dez. 1976         | 333 N. Park St.                           | Uvalde | 76002074 |              |
| 4        | Leona River Archeological Site             |      | 6. Mai 1976          | Address Restricted                        | Uvalde | 76002075 |              |
| 5        | State Highway 3 Bridge at the Nueces River |      | 10. Okt. 1996        | US 90, 13 mi. E of jct. with Kinney Cnty. | Uvalde | 96001108 |              |
| 6        | Taylor Slough Archeological Site           |      | 4. Mai 1976          | Address Restricted                        | Uvalde | 76002076 |              |
| 7        | Uvalde Flint Quarry                        |      | 3. Juni 1976         | Address Restricted                        | Uvalde | 76002077 |              |
| 8        | Willingham Site                            |      | 26. Apr. 1976        | Address Restricted                        | Uvalde | 76002078 |              |